# جيولوجيا اقتصادية

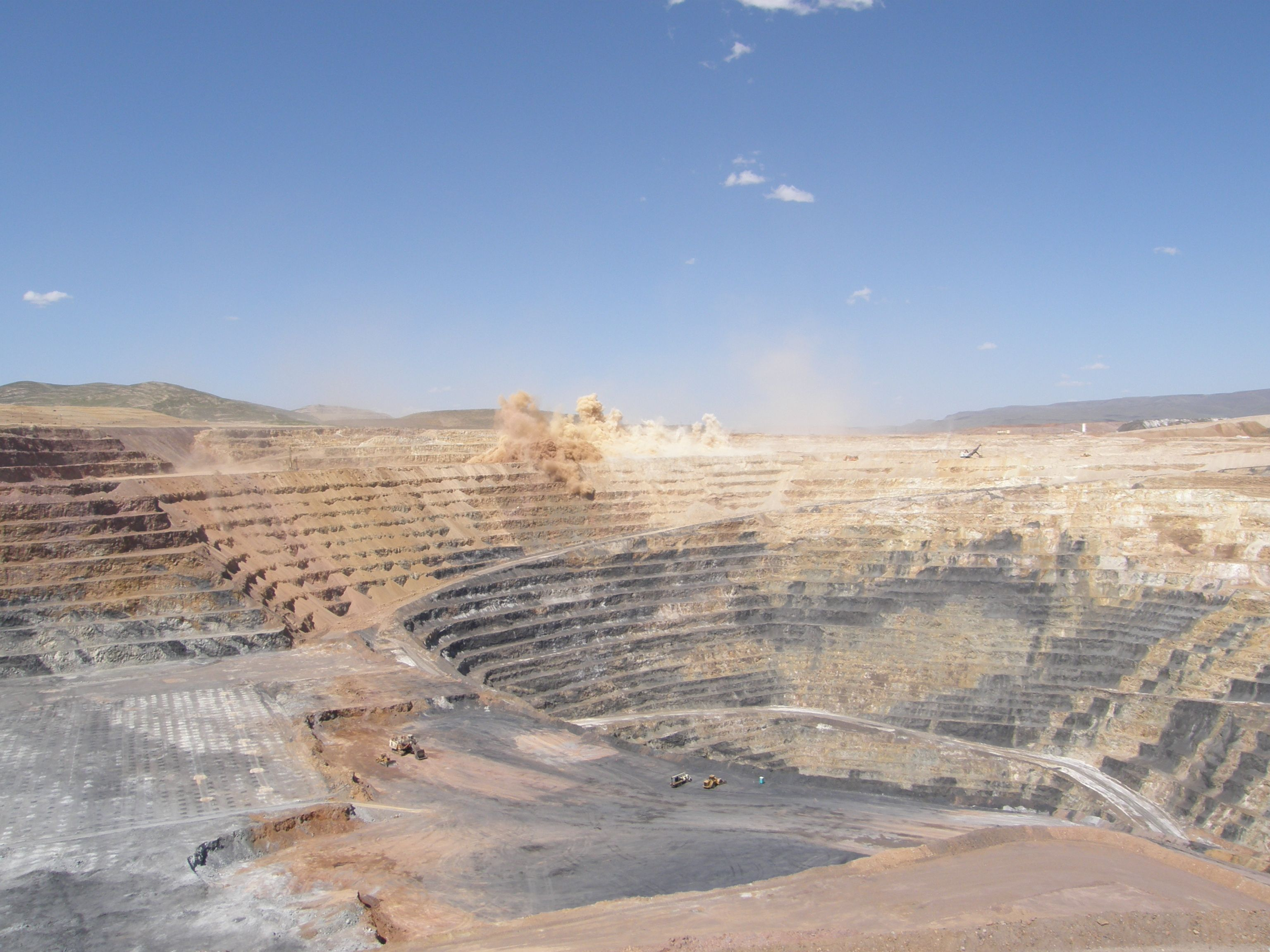

الجيولوجيا الاقتصادية هي فرع من فروع علم الأرض وتعنى بدراسة مواد الأرض التي يمكن استخدامها لأغراض اقتصادية و/أو للأغراض الصناعية. وتشمل هذه المواد المعادن الفلزية والصخور والمعادن الصناعية (المعادن اللافلزية) والنفط ، الفحم، والمياه. ويهدف هذا العلم إلى فهم طريقة نشأة الرواسب المعدنية وكيفية الإفادة منها وذلك من خلال الإلمام بفروع علوم الأرض الأخرى مثل الجيوكيمياء، علم المعادن والصخور، الجيولوجيا البنائية (التركيبية) والجيوفيزياء. ولا يقتصر دور الجيولوجيا الاقتصادية على فهم طريقة نشأة المعادن، بل يمتد الأمر لتحديد الطريقة الأمثل لاستخراج هذه المعادن واستخلاص العناصر منها وهنا يأتي دور متخصصوا هندسة التعدين والهندسة الكيميائية.

## أهمية الجيولوجيا الاقتصادية
الغرض من دراسة الجيولوجيا الاقتصادية هو فهم طريقة نشأة الخامات المعدنية مما يساهم في التوسع في عمليات استكشاف هذه الخامات واستخراجها. تكمن أهمية الجيولوجيا الاقتصادية في مدى أهمية المواد المستخرجة من الأرض وتأثيرها على حياة البشر. فلو نظرنا حولنا لوجدنا أن كل ما يحيط بنا من أجهزة إلكترونية وأدوات منزلية هي في الأصل مصنوعة من مواد وعناصر تم استخراجها من صخور القشرة الأرضية. ويمكن لنا أن نشبه أهمية فهمنا للجيولوجيا الاقتصادية كأهمية فهمنا للزراعة. فبدون الزراعة سيصعب علينا البشر تأمين الطعام الكافي للعيش. وكذلك هو الحال مع الجيولوجيا الاقتصادية، فبدون القدرة على استخراج المعادن الاقتصادية من الأرض، سيصعب علينا تأمين المواد الخام اللازمة لصناعة المواد والأدوات التي نستخدمها في حياتنا اليومية.

## المعادن والصخور الاقتصادية
ويقصد بها جميع المعادن والصخور الموجودة في القشرة الأرضية ولها قيمة اقتصادية. يتطلب بعض هذه المعادن إتمام بعض العمليات المعقدة حتى يتم استخلاصها من الصخور الحاوية لها (الخام). في حين يمكن استخدام بعض أنواع المعادن الأخرى في الصناعة بصورة مباشرة وبدون أي معالجة مثل الكواتز (رمل السليكا)، والجرافيت (قلم الرصاص) والهاليت (ملح الطعام).

## معادن الخامات
وهي المعادن الحاوية على العناصر ذات القيمة الاقتصادية مثل معدن الكالكوبيريت {\displaystyle {\ce {CuFeS2}}}الجبسيت {\displaystyle {\ce {Al(OH)3}}}والأرجنتيت {\displaystyle {\ce {Ag2S}}}وتسمى الصخور الحاملة لهذه المعادن الاقتصادية بالخامات المعدنية أو رواسب الخامات.

## جيولوجيا الخامات
ويقصد بها فهم علاقة المعادن الخام بالصخور الحاملة لها مما يتطلب دراسة للعمليات التي تحدث داخل القشرة الارضية وخارجها وتساهم في نشأة الخامات. و يتطلب دراسة رواسب الخامات المعدنية فهماً للجيولوجيا التركيبية، جيوكيميائية الصخور، دراسة عمليات التحول والتحلل وجميع العمليات التي تساهم في نشأة الخامات.

## القيمة الاقتصادية للخامات
يتم قياس تراكيز العناصر الاقتصادية (الذهب، الفضة .. الخ) في الخامات بوحدة جرام/طن. ويكون الخام ذو قيمة اقتصادية إذا كانت عائدات بيعه تفوق قيمة استخراجه. وهناك العديد من العوامل التي تتحكم في القيمة الاقتصادية للخام وهي:
1. الوضع الاقتصادي وأسعار المواد المستخرجة في السوق العالمي
2. حجم الخام
3. تركيز الخام
4. الوضع الجيولوجي للخام ومدى صعوبة استخراجه. فكلما كان الوضع الجيولوجي معقداً (تأثر المنطقة المستهدفة بالصدوع والطيات) زادت تكاليف الاستخراج.
5. موقع منطقة الاستخراج، فكلما كان موقع المنجم بالقرب من الخدمات (المياه والكهرباء) كلما ساهم ذلك في تقليل تكاليف الاستخراج.

## تصنيف الثروات المعدنية
تتواجد الموارد المعدنية والمعادن في الطبيعة بتركيزات مختلف. يصنف الخام على انه تواجد معدني occurrence إذا لم يكن له قيمة اقتصادية. وترتفع درجة تقييمه إذا بدأت الدراسات تشير إلى احتمالية وجود قيمة اقتصادية للخام وفي هذه الحالة نطلق عليه اسم مكمن prospec. وإذا ثبت وجود قيمة اقتصادية للخام ففي هذه الحالة نطلق عليه اسم راسب معدني Mineral deposit وترتفع درجة تققيم هذا الراسب ليرقى إلى درجة خام ore deposit إذا أثبتت الدراسات وجود كميات كبيرة لتلبية احتياجات المجتمع وذات جدوى اقتصادية. لذلك يقتصر مسمى الخامات على التواجدات المعدنية الطبيعية والتي لها قيمة اقتصادية.

## جيولوجيا الفحم والنفط
انطر المقالتين الرئيسيتين فحم حجري و جيولوجيا النفط
دراسة علم الرواسب له أهمية كبيرة بالنسبة لتحديد الاحتياط الاقتصادي من النفط والفحم الحجري و موارد الطاقة.